# Ayşenur Duman
Ayşenur Duman (ur. 1 marca 1999 w Çamlıdere) – turecka biegaczka narciarska.

## Kariera
Po raz pierwszy na arenie międzynarodowej pojawiła się 29 listopada 2014 roku, podczas zawodów juniorskich w fińskiej miejscowości Kontiolahti, gdzie uplasowała się na 17. pozycji na dystansie 5 km stylem dowolnym.
W Pucharze Świata jeszcze nie zadebiutowała.

## Osiągnięcia

### Igrzyska olimpijskie
| Miejsce | Dzień     | Rok  | Miejscowość | Konkurencja           | Czas biegu  | Strata      | Zwyciężczyni  |
| ------- | --------- | ---- | ----------- | --------------------- | ----------- | ----------- | ------------- |
| 86.     | 15 lutego | 2018 | Pjongczang  | 10 km stylem dowolnym | 25:00,5 min | +8:05,9 min | Ragnhild Haga |

### Mistrzostwa świata
| Miejsce | Dzień     | Rok  | Miejscowość      | Konkurencja                      | Czas biegu   | Strata      | Zwyciężczyni           |
| ------- | --------- | ---- | ---------------- | -------------------------------- | ------------ | ----------- | ---------------------- |
| 84.     | 21 lutego | 2019 | Seefeld in Tirol | Sprint stylem dowolnym           | 2:32,35 min  | —           | Maiken Caspersen Falla |
| 74.     | 26 lutego | 2019 | Seefeld in Tirol | 10 km stylem klasycznym          | 27:02,1 min  | +9:54,7 min | Therese Johaug         |
| 76.     | 25 lutego | 2021 | Oberstdorf       | Sprint stylem klasycznym         | 2:36,76 min  | —           | Jonna Sundling         |
| 25.     | 28 lutego | 2021 | Oberstdorf       | Sprint drużynowy stylem dowolnym | 16:27,94 min | -           | Szwecja                |
| 78.     | 2 marca   | 2021 | Oberstdorf       | 10 km stylem dowolnym            | 23:09,8 min  | +7:12,5 min | Therese Johaug         |

### Mistrzostwa świata juniorów
| Miejsce | Dzień       | Rok  | Miejscowość | Konkurencja              | Czas biegu  | Strata      | Zwyciężczyni            |
| ------- | ----------- | ---- | ----------- | ------------------------ | ----------- | ----------- | ----------------------- |
| 68.     | 22 lutego   | 2016 | Râșnov      | Sprint stylem dowolnym   | 2:55,77 min | —           | Amalie Håkonsen Ous     |
| 68.     | 23 lutego   | 2016 | Râșnov      | 5 km stylem klasycznym   | 15:34,0 min | +4:33,1 min | Marte Mæhlum Johansen   |
| 76.     | 20 stycznia | 2019 | Lahti       | Sprint stylem klasycznym | 3:23,12 min | —           | Kristine Stavås Skistad |
| 77.     | 22 stycznia | 2019 | Lahti       | 5 km stylem dowolnym     | 12:50,6 min | +3:17,8 min | Frida Karlsson          |

### Uniwersjada
| Miejsce | Dzień    | Rok  | Miejscowość | Konkurencja                           | Czas biegu  | Strata      | Zwyciężczyni    |
| ------- | -------- | ---- | ----------- | ------------------------------------- | ----------- | ----------- | --------------- |
| 55.     | 3 marca  | 2019 | Krasnojarsk | 5 km stylem klasycznym                | 14:48,6 min | +4:03,9 min | Alisa Żambałowa |
| 52.     | 4 marca  | 2019 | Krasnojarsk | 5 km stylem dowolnym (bieg pościgowy) | 12:42,9 min | +6:26,5 min | Alisa Żambałowa |
| 51.     | 6 marca  | 2019 | Krasnojarsk | Sprint stylem dowolnym                | 2:47,34 min | —           | Petra Hynčicová |
| 36.     | 11 marca | 2019 | Krasnojarsk | 15 km stylem dowolnym (start masowy)  | 38:39,8 min | +7:23,0 min | Alisa Żambałowa |

### Olimpijski festiwal młodzieży Europy
| Miejsce | Dzień     | Rok  | Miejscowość       | Konkurencja                     | Czas biegu  | Strata      | Zwyciężczyni     |
| ------- | --------- | ---- | ----------------- | ------------------------------- | ----------- | ----------- | ---------------- |
| 29.     | 13 lutego | 2017 | Erzurum/ Kandilli | 5 km stylem klasycznym          | 13:49,3 min | +1:59,1 min | Anja Mandeljc    |
| 9.      | 14 lutego | 2017 | Erzurum/ Kandilli | 7,5 km stylem dowolnym          | 19:06,0 min | +1:29,4 min | Kristina Kuskova |
| 34.     | 16 lutego | 2017 | Erzurum/ Kandilli | Sprint stylem klasycznym        | —           | —           | Jelena Kuchewa   |
| 10.     | 17 lutego | 2017 | Erzurum/ Kandilli | bieg sztafetowy mieszany 4×5 km | 50:53,1 min | +7:06,6 min | Rosja            |